# Łaskawość Tytusa
Łaskawość Tytusa (La clemenza di Tito, KV 621) – opera w dwóch aktach napisana przez Wolfganga Amadeusa Mozarta po Czarodziejskim flecie w roku 1791, do libretta Caterina Mazzoli według Pietra Metastasia.

## Historia utworu
Łaskawość Tytusa należy do gatunku opera seria nawiązującego do szkoły neapolitańskiej. Jest jednym z ostatnich dzieł Mozarta, który ukończył je na dwa miesiące przed śmiercią. Przy pisaniu opery Mozartowi towarzyszył pośpiech, gdyż miała ona być gotowa na uroczystości koronacyjne cesarza Leopolda II z dynastii Habsburgów na króla Czech. Prapremiera odbyła się 6 września 1791 r. w Teatrze Narodowym w Pradze, premiera polska zaś 20 marca 1806 roku w Poznaniu, gdzie była grana w języku niemieckim.
Operę Mozarta krytykowano za schematyczność, jednak przesłanie dzieła silnie przemawia do współczesnego odbiorcy i opera coraz częściej znajduje miejsce w repertuarze teatrów operowych na całym świecie.

## Osoby
- Tytus, Tytus Flawiusz cesarz rzymski – tenor
- Witelia – sopran
- Serwilia – sopran
- Sekstus – mezzosopran
- Anniusz – mezzosopran
- Publiusz, dowódca pretorian – bas

## Treść
Opera opowiada historię cesarza rzymskiego – Tytusa. Akcja rozgrywa się w starożytnym Rzymie w latach 79–81 n.e. Jedna z głównych postaci, Witelia, jest kobietą żądną władzy, prestiżu i sławy, darzy uczuciem cesarza, próbując nawiązać z nim bliższe kontakty, które mają także pomóc jej w zdobyciu zamierzonego celu. Jednak gdy cesarz Tytus odrzuca jej zaloty, Witelia w odpowiedzi postanawia się zemścić. Pojawia się następna postać, patrycjusz rzymski Sekstus, serdeczny powiernik cesarza Tytusa. Sekstus z namiętnej miłości do Witelii, nie zważając na względy przyjaźni, decyduje się na zamordowanie cesarza. Anniusz próbuje jeszcze wszelkimi argumentami odwieść go od tego zamiaru, jednak pomimo mądrych słów Anniusza, gorące uczucie do kobiety przeważa nad uczuciem do przyjaciela i Sekstus decyduje się na ostateczny krok. Zamach na życie Tytusa nie powiódł się, niedoszły zabójca zostaje schwytany, postawiony przed sądem i oskarżony o zdradę i zamach stanu. Cesarz Tytus z ciężkim sercem podpisuje wyrok śmierci. Kierowany jednak uczuciem przyjaźni i humanitaryzmem drze wyrok i wrzuca do ognia. Tytus wybacza Sekstusowi zdradę i daruje mu wolność, na koniec dając przesłanie, że woli uchodzić za łaskawego, niż mieć na sumieniu śmierć przyjaciela i człowieka.